# Lidl–Trek (mužský tým)
Lidl–Trek (UCI kód: LTK) je americký profesionální cyklistický tým. Vznikl v roce 2011 jako Leopard Trek. V sezóně 2012 tým nesl jméno Radioshack Nissan Trek. Dne 21. prosince 2012 Nissan oznámil, že s okamžitou platností ukončuje sponzorování týmu. O rok později, v roce 2013, byl tým přejmenován na Radioshack Leopard Trek. Od roku 2014 je potom název stáje Trek Factory Racing. V podstatě vznikl z Radioshacku Leopard Trek. Na soupisce se totiž nachází většina jezdců z předešlého týmu včetně jeho lídra, Fabiena Cancellary. Oficiální prezentace nově vzniklé stáje proběhla na začátku ledna 2014 v Roubaix.
Tým je držitelem UCI World Tour licence. To ho opravňuje účastnit se nejprestižnějších závodů, tzv. Grand Tours - Giro d'Italia, Tour de France a Vuelta a España.

## Historie

### 2011
Tým byl založen v roce 2011 jako Leopard Trek. Týmovými manažery byli Brian Nygaard a Kim Andersen. Bratři Schleckové byli na sezóny 2010 ještě pod smlouvou v dánském týmu Saxo Bank vedeným Bjarnem Riisem. Po vypršení kontraktů založili nový tým, do něhož je následovali další závodníci ze Saxo Banku. Jmenovitě veterán Jens Voigt, Fabian Cancellara a Stuart O’Grady. Dále se ke stáji připojili sprinter Daniele Bennati, Davide Viganò a Joost Posthuma.
Stáj se zapojila do závodů na počátku sezóny 2011. Jakob Fuglsang prozradil 13. prosince 2010, že nově vzniklý tým ponese jméno Leopard (anglicky: Team Leopard) s odkazem na společnost vedenou Brianem Nygaardem. Trek, dodavatel kol, potvrdil krátce před představením týmu, že bude jako sponzor uveden i v názvu stáje. Tým byl tedy pojmenován „Leopard Trek“.
Cyklistický ročník 2011 zahájil Leopard Trek v lednu závodem Tour Down Under. Ukončil ho poté v říjnu na Giru di Lombardia. Jako UCI ProTeam byl automaticky pozván a zároveň povinen poslat svou závodní sestavu na každý závod série UCI World Tour. Jak již bylo výše nastíněno, stáj byla utvořena kolem bratrů Schlecků - Andyho a Fränka.
Tým byl sestaven zejména pro jednorázové závody a v jeho sestavě se nacházel i nejlepší jezdec na klasikách za rok 2010, mistr světa v časovce, Fabian Cancellara. Přestože Cancellara nevyhrál žádný ze závodů série UCI World Tour, dokázal se pravidelně umisťovat na vysokých pozicích ve výsledkové listině. V polovině sezóny se pak nalézal na nejvyšší pozici individuálního žebříčku jezdců. Díky výkonu Cancellary se oba bratři Schleckové umístili na pódiu závodu Lutych-Bastogne-Lutych. Stáj byla v této době i na prvním místě pořadí týmů.
Smrt Woutera Weylandta, člena týmu Leopard Trek, ve třetí etapě na Giru d'Italia, zapříčinila následné odstoupení celého týmu ze závodu. Ačkoli Andy Schleck triumfoval v jedné z horských etap po dlouhém úniku a jeden den vezl žlutý dres lídra závodu, dokončil Tour de France na druhém místě po třetí v řadě. Na třetím místě dojel jeho bratr Fränk.
Poslední závod, který tým odjel ještě pod jménem Leoprad Trek, Giro di Lombardia, vyhrál Oliver Zaugg. Před sezónou 2012 se tým spojil s americkou stájí RadioShack a nově vytvořený tým nesl jméno RadioShack-Nissan. I když většina vedení tohoto týmu včetně jeho sponzorů se připojila k nově vzniklé stáji, tým měl nadále své sídlo v Lucembursku, jezdil pod stejnou licencí, což znamenalo, že stáj závodila pod lucemburskou licencí, nikoli pod americkou.

### 2012

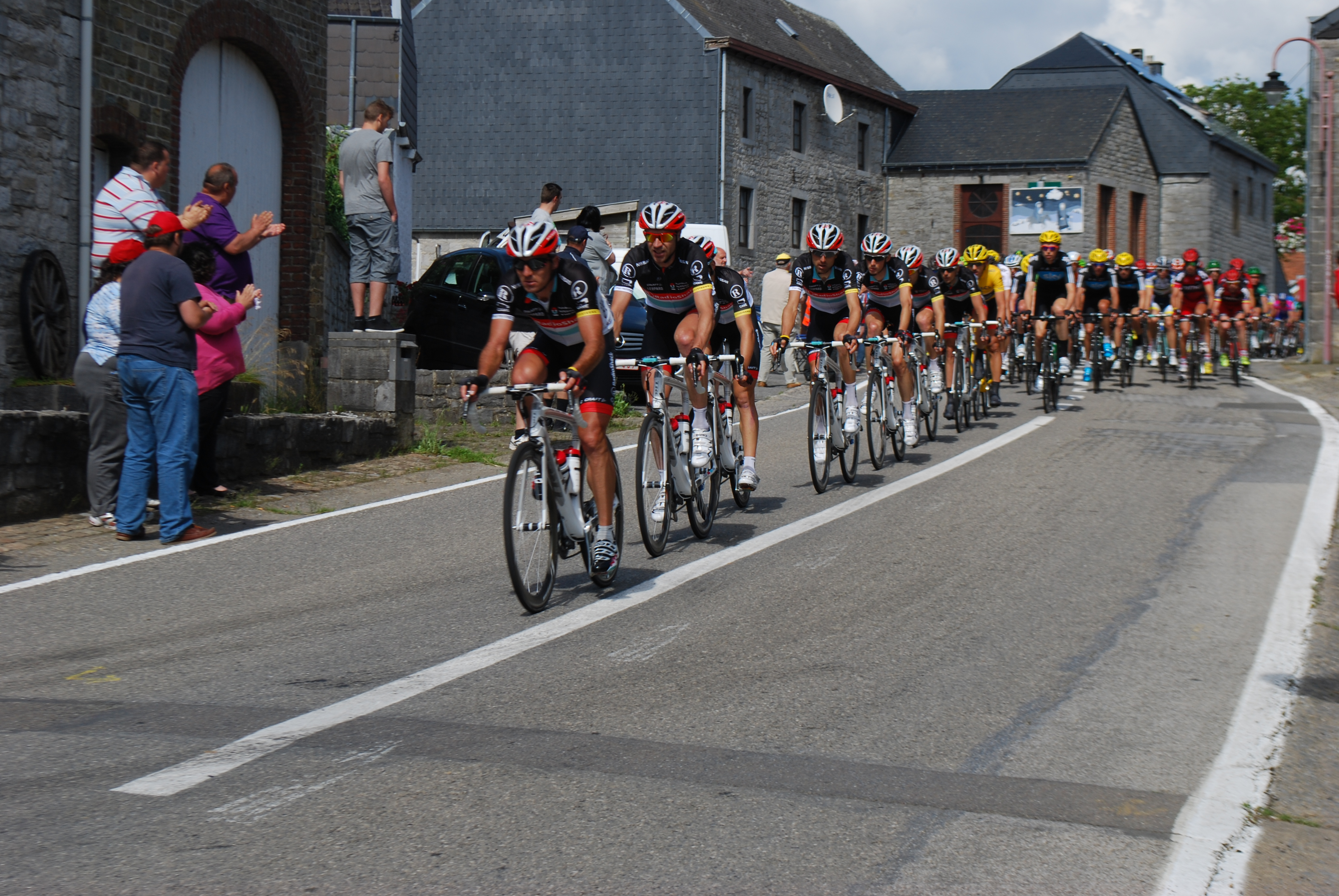
Jezdci stáje RadioShack-Nissan na čele pelotonu Tour de France

Sezónu 2012 tedy stáj zahájila pod jménem RadioShack-Nissan-Trek. Do nově nazvaného týmu přišlo několik jezdců z bývalého amerického týmu RadioShack. Spolu s jezdci přišel i sportovní ředitel týmu, Johan Bruyneel. Jezdecké složení pro sezónu 2012 bylo oficiálně představeno 5. prosince 2011. Oficiální UCI název stáje byl RadioShack-Nissan a registrován byl v Lucembursku.
Zatímco UCI ProTeam nesl označení RadioShack-Nissan-Trek, v prosinci roku 2011 zahájil Leopard fungování nového kontinentálního týmu zvaného Leopard-Trek. Stáj byla složena zejména ze závodníků věkové kategorie U23. Jedná se tým cyklistický a zároveň triatlonový.
Ročník 2012 zahájila stáj v lednu závodem Tour Down Under. Stejně jako v roce 2011 i do sezóny 2012 vstupoval tým s licencí UCI WorldTour, a tak byl automaticky pozván na všechny závody a zároveň byl povinen poslat na tyto závody svou jezdeckou sestavu.
Dne 17. července 2012 byl z Tour de France týmem odvolán Fränk Schleck. Důvodem jeho odvolání byl pozitivní dopingový test. V A-vzorku mu byla nalezena zakázaná látka - Xipamide. I přesto se tým umístil na prvním místě v klasifikaci týmů.
Mezi největší úspěchy týmu v roce 2012 lze zařadit vítězství Jakoba Fuglsanga na Závodě kolem Lucemburska. K dalším úspěchům patří Fuglsangovo vítězství na Závodě kolem Rakouska. Neméně významným výsledkem je již zmíněné první místo na Tour de France v soutěži týmů. Stáji se v roce 2012 dařilo velmi dobře, když zvítězila v klasifikaci týmů hned v několika dalších závodech. Zde je výčet několika z nich - Závod kolem Ománu, Závod kolem Kalifornie, Závod kolem Lucemburska a Závod kolem Rakouska.
Johan Bruyneel odstoupil jako generální manažer týmu 12. října v důsledku publikace vydané USADA v kauze zabývající se dopováním Lance Armstronga.

### 2013
Na konci roku 2012 Nissan oznámil, že již nadále nebude stáj sponzorovat, a tak se tým přejmenoval na RadioShack Leopard Trek.
Ročník 2013 zahájila stáj v lednu na závodu People's Choice Classic v Adelaide. Na jaře se Fabianu Cancellarovi podařilo zvítězit na dvou klasikách - na Závodu Kolem Flander a na Paříž - Roubaix, kde předčil Zdeňka Štybara z Omegy Pharmy - Quick Step.
Během Tour de France stáj oznámila, že Fränku Schleckovi neprodlouží stávající kontrakt. To způsobilo vážnou rozepři mezi jeho bratrem Andym a vedením stáje, čímž vystavil své budoucí působení v týmu v pochybnosti.
Dne 15. září 2013 Chris Horner triumfoval ve své první Grand Tour - Vueltě. Ve stejném závodě ještě zvítězil v kombinované soutěži. Ve svých 41 letech se stal nejstarším vítězem Grand Tour a zároveň prvním Američanem od dob Grega LeMonda, jemuž se podařilo vyhrát jeden ze tří největších cyklistických závodů. Rovněž se stal nejstarším jezdcem, který kdy vyhrál etapu a vezl dres lídra jedné z Grand Tours.

### 2014
Od června 2013 bylo známo, že do sezóny 2014 vstoupí stáj pod novým jménem a hlavním sponzorem bude americký výrobce kol Trek. V lednu 2013 byl na oficiální prezentaci v Roubaix představen nástupce Radioshacku Leopard Trek - Trek Factory Racing. Závodní ročník byl zahájen v Austrálii, na Tour Down Under 2014. Dne 3. července bylo oznámeno, že společnost Samsung se stala novým vedlejším sponzorem týmu. Mezi největší úspěchy dosavadní sezóny patří dubnové vítězství Fabiana Cancellary na závodu Kolem Flander.

### 2020
V září 2020 stáj suspendovala juniorského mistra světa v silničním závodu 2019 Quinna Simmonse za vyjádření podpory prezidentu Donaldu Trumpovi na sociální síti Twitter a použití emotikony s černou mávající rukou, což vedení týmu považovalo za necitlivé.

## Soupiska týmu
K 1. lednu 2024
- Andrea Bagioli (ITA) (* 23. března 1999)
- Julien Bernard (FRA) (* 17. března 1992)
- Dario Cataldo (ITA) (* 17. března 1985)
- Giulio Ciccone (ITA) (* 20. prosince 1994)
- Simone Consonni (ITA) (* 12. září 1994)
- Tim Declercq (BEL) (* 21. března 1989)
- Fabio Felline (ITA) (* 29. března 1990)
- Tao Geoghegan Hart (GBR) (* 30. března 1995)
- Amanuel Ghebreigzabhier (ERI) (* 17. srpna 1994)
- Ryan Gibbons (RSA) (* 13. srpna 1994)
- Daan Hoole (NED) (* 22. února 1999)
- Alex Kirsch (LUX) (* 12. června 1992)
- Patrick Konrad (AUT) (* 13. října 1991)
- Juan Pedro López (ESP) (* 31. července 1997)
- Jonathan Milan (ITA) (* 1. října 2000)
- Bauke Mollema (NED)  (* 26. listopadu 1986)
- Jacopo Mosca (ITA) (* 29. srpna 1993)
- Thibau Nys (BEL) (* 12. listopadu 2002)
- Sam Oomen (NED) (* 15. srpna 1995)
- Mads Pedersen (DEN) (* 18. prosince 1995)
- Quinn Simmons (USA) (* 8. května 2001)
- Mattias Skjelmose Jensen (DEN) (* 26. září 2000)
- Toms Skujiņš (LAT) (* 15. června 1991)
- Jasper Stuyven (BEL) (* 17. dubna 1992)
- Natnael Tesfatsion (ERI) (* 23. května 1999)
- Edward Theuns (BEL) (* 30. dubna 1991)
- Mathias Vacek (CZE) (* 12. června 2002)
- Otto Vergaerde (BEL) (* 15. července 1994)
- Carlos Verona (ESP) (* 4. listopadu 1992)

## Úspěchy
Zdroj:
2011
1. místo Le Samyn, Dominic Klemme
1. místo 7. etapa Tirreno–Adriatico, Fabian Cancellara
1. místo celkově Critérium International, Fränk Schleck
1. místo 1. etapa, Fränk Schleck
1. místo E3 Harelbeke, Fabian Cancellara
1. místo 1., 3. a 5. etapa Circuit de la Sarthe, Daniele Bennati
1. místo 5. etapa Bayern-Rundfahrt, Giacomo Nizzolo
1. místo celkově Tour de Luxembourg, Linus Gerdemann
1. místo Prolog, Fabian Cancellara
1. místo 2. etapa, Linus Gerdemann
1. místo 1. a 9. etapa Tour de Suisse, Fabian Cancellara
1. místo  Německé mistrovství, Robert Wagner
1. místo  Švýcarské mistrovství, Fabian Cancellara
1. místo  Lucemburské mistrovství, Fränk Schleck
1. místo 8. etapa Tour of Austria, Daniele Bennati
1. místo 18. etapa Tour de France, Andy Schleck
1. místo 3. etapa Tour de Wallonie, Daniele Bennati
1. místo 3. etapa Danmark Rundt, Jakob Fuglsang
1. místo 1. etapa Vuelta a España, Týmová časovka
1. místo 20. etapa Vuelta a España, Daniele Bennati
1. místo Binche-Tournai-Binche, Rüdiger Selig
1. místo Giro di Lombardia, Oliver Zaugg
2. místo Milán - San Remo, Fabian Cancellara
2. místo Gent–Wevelgem, Daniele Bennati
2. místo Paříž - Roubaix, Fabian Cancellara
2. místo Lutych-Bastogne-Lutych, Fränk Schleck
2. místo Celkově Tour de France, Andy Schleck
3. místo Kolem Flander, Fabian Cancellara
3. místo Lutych-Bastogne-Lutych, Andy Schleck
3. místo Celkově Tour de France, Fränk Schleck
3. místo  UCI Mistrovství světa v časovce 2011, Fabian Cancellara
2012
1. místo  Lucemburské mistrovství, Laurent Didier
1. místo  Dánské mistrovství v časovce, Jakob Fuglsang
1. místo  Švýcarské mistrovství v časovce, Fabian Cancellara
1. místo Strade Bianche, Fabian Cancellara
1. místo 7. etapa (časovka jednotlivců) Tirreno–Adriatico, Fabian Cancellara
1. místo Celkově Tour de Luxembourg, Jakob Fuglsang
1. místo Soutěž týmů Tour de France
1. místo Prolog, Fabian Cancellara
1. místo Celkově Tour of Austria, Jakob Fuglsang
1. místo 4. etapa, Jakob Fuglsang
1. místo Celkově Tour de Wallonie, Giacomo Nizzolo
1. místo 3. etapa, Giacomo Nizzolo
1. místo 5. etapa Eneco Tour, Giacomo Nizzolo
1. místo 3. etapa Tour du Poitou-Charentes, Giacomo Nizzolo
1. místo 4. etapa USA Pro Cycling Challenge, Jens Voigt
1. místo 18. etapa Vuelta a España, Daniele Bennati
2013
1. místo  Mistrovství Nového Zélandu, Hayden Roulston
1. místo Gran Premio Nobili Rubinetterie, Bob Jungels
1. místo E3 Harelbeke, Fabian Cancellara
1. místo Kolem Flander, Fabian Cancellara
1. místo Paříž - Roubaix, Fabian Cancellara
1. místo 5. etapa Tour of California, Jens Voigt
1. místo 6. etapa Tour de Suisse, Grégory Rast
1. místo 2. a 3. etapa Tour de Luxembourg, Giacomo Nizzolo
1. místo 4. etapa Tour de Luxembourg, Bob Jungels
1. místo  Švýcarské mistrovství v časovce, Fabian Cancellara
1. místo  Lucemburské mistrovství v časovce, Bob Jungels
1. místo  Belgické mistrovství, Stijn Devolder
1. místo  Chorvatské mistrovství, Robert Kišerlovski
1. místo  Lucemburské mistrovství, Bob Jungels
1. místo 2. etapa Tour de France, Jan Bakelants
1. místo 7. etapa (časovka jednotlivců) Tour of Austria, Fabian Cancellara
1. místo Clásica de San Sebastián, Tony Gallopin
1. místo 5. etapa Tour of Utah, Chris Horner
1. místo celkově  Vuelta a España, Chris Horner
1. místo kombinovaná soutěž , Chris Horner
1. místo 3. a 10. etapa Vuelta a España, Chris Horner
1. místo 11. etapa (časovka jednotlivců) Vuelta a España, Fabian Cancellara
2014
1. místo  Mistrovství Nového Zélandu, Hayden Roulston
1. místo 2. a 6. etapa Tour de San Luis, Julián Arredondo
1. místo 3. etapa Tour de San Luis, Giacomo Nizzolo
1. místo 1. etapa Driedaagse van West-Vlaanderen, Danny van Poppel
1. místo Kolm Flander, Fabian Cancellara
1. místo  Belgické mistrovství v časovce, Kristof Vandewalle
1. místo v horské klasifikaci  Giro d'Italia, Julián Arredondo
1. místo 18. etapa Giro d'Italia, Julián Arredondo
1. místo  Švýcarské mistrovství v časovce, Fabian Cancellara
1. místo  Lucemburské mistrovství v časovce, Laurent Didier
1. místo  Japonské mistrovství v časovce, Fumiyuki Beppu
1. místo  Rakouské mistrovství, Riccardo Zoidl
1. místo  Lucemburské mistrovství, Fränk Schleck
1. místo 5. etapa Tour of Austria, Jesse Sergent
1. místo 7. etapa Tour of Austria (individuální časovka), Kristof Vandewalle

## Národní šampioni
2011
 Lucemburské mistrovství Fränk Schleck
 Švýcarské mistrovství Fabian Cancellara
 Německé mistrovství Robert Wagner
2012
 Lucemburské mistrovství Laurent Didier
 Dánské mistrovství v časovce Jakob Fuglsang
 Švýcarské mistrovství v časovce Fabian Cancellara
2013
 Mistrovství Nového Zélandu Hayden Roulston
 Švýcarské mistrovství v časovce Fabian Cancellara
 Lucemburské mistrovství v časovce Bob Jungels
 Belgické mistrovství Stijn Devolder
 Chorvatské mistrovství Robert Kišerlovski
 Lucemburské mistrovství Bob Jungels
2014
 Mistrovství Nového Zélandu Hayden Roulston
 Belgiccké mistrovství v časovce Kristof Vandewalle
 Švýcarské mistrovství v časovce Fabian Cancellara
 Lucemburské mistrovství v časovce Laurent Didier
 Japonské mistrovství v časovce Fumiyuki Beppu
 Rakouské mistrovství Riccardo Zoidl
 Lucemburské mistrovství Fränk Schleck